# Rockman.EXE: Operate Shooting Star
Rockman.EXE: Operate Shooting Star (ロックマン エグゼ オペレート シューティングスター, Rokkuman Eguze: Operēto Shūtingu Sutā)
est un jeu vidéo d'action-RPG dérivé de la série Mega Man, développé et publié par Capcom sur la console portable Nintendo DS. Il a été révélé à la World Hobby Fair 2009 au Japon et publié le 12 novembre 2009 sur l'archipel. C'est le premier jeu de la série Mega Man Battle Network depuis sa conclusion avec la sortie du sixième titre en 2005. Ce jeu est un portage amélioré du premier titre Mega Man Battle Network et un crossover avec la série Mega Man Star Force,,.
Selon le magazine de jeu vidéo japonais Famitsu, Rockman.EXE: Operate Shooting Star est le neuvième jeu le plus vendu au Japon durant sa semaine de sortie avec environ 23 000 exemplaires écoulés,. Au total, 44 110 unités ont été vendues au Japon à la fin de 2009. Christian Svensson, alors vice-président de la planification stratégique et du développement des affaires de Capcom, a déclaré qu'aucune traduction et commercialisation en dehors du Japon n'est prévue.